# Dique El Cadillal
Dique El Cadillal är en dammbyggnad i Argentina.   Den ligger i provinsen Tucumán, i den norra delen av landet, 1 100 km nordväst om huvudstaden Buenos Aires. Dique El Cadillal ligger 613 meter över havet.
Terrängen runt Dique El Cadillal är varierad. Närmaste större samhälle är Tafí Viejo, 14,4 km sydväst om Dique El Cadillal.
I omgivningarna runt Dique El Cadillal växer i huvudsak lövfällande lövskog. Runt Dique El Cadillal är det glesbefolkat, med 9 invånare per kvadratkilometer.